# Stuart Grimes
Stuart Brian Grimes (4 d'abril de 1974) és un ex-jugador de rugbi escocès. Va disputar 71 partits amb la selecció escocesa.
Al llarg de la seva carrera esportiva, Grimes va jugar al Padova, als Border Reivers, als Newcastle Falcons, als Caledonia Reds, als Glasgow Caledonians, als Watsonians i a l'Edinburgh University RFC. Posteriorment fou també entrenador d'atac dels Newcastle Falcons.

## Palmarès
- Torneig Cinc Nacions (1): 1999